# تپه ولی
تپه ولی مربوط به دوره اشکانیان - دوره ساسانیان است و در شهرستان دالاهو، بخش مرکزی، دهستان حومه کرند، ۲۵۰ متری جاده اسلام‌آباد غرب به کرند غرب، چسبیده به جاده آسفالته روستای گاودانه خور واقع شده و این اثر در تاریخ ۶ اسفند ۱۳۸۵ با شمارهٔ ثبت ۱۷۵۵۵ به‌عنوان یکی از آثار ملی ایران به ثبت رسیده است.